# Anthidium sudanicum
Anthidium sudanicum är en biart som beskrevs av Mavromoustakis 1945. Anthidium sudanicum ingår i släktet ullbin, och familjen buksamlarbin. Inga underarter finns listade i Catalogue of Life.